# Cannaphila
Cannaphila is een geslacht van libellen (Odonata) uit de familie van de korenbouten (Libellulidae).

## Soorten
Cannaphila omvat 3 soorten:
- Cannaphila insularis Kirby, 1889
- Cannaphila mortoni Donnelly, 1992
- Cannaphila vibex (Hagen, 1861)